# Ronny Carlsson
För politikern med samma namn, se Ronny Karlsson (född 1943)
Ronny Carlsson, folkbokförd Leif Ronny Karlsson, född 9 oktober 1951 i Sankt Pauli församling i Malmö, död 3 oktober 2014 i Simrishamns församling i Skåne län, var en svensk musiker, låtskrivare, lyriker och poet. 

## Biografi
Ronny Carlsson kom under uppväxtåren till Östra Asmundtorp och sedan till Eslöv, i vars kommun Stockamöllan ligger, orten som gav namn åt Rockamöllan. Han var drivande i bandet Rockamöllans mellersta fas, och fanns i kretsen kring Peps Persson som producerade deras debutalum, 'Var ska du ta vägen?' 1979. Han startade därpå bandet Onna Taas Band och andra konstellationer, samt spelade in ett antal soloalbum och gav ut en bok. Han var under en tid sambo med komikern Ulla Skoog i Stockholm och gjorde några inspelningar med henne.

## Diskografi

### Album
- Var ska du ta vägen, 1979 (Sonet SLP-2632)
- Alló, 1980 (Bellatrix BLP 710, återutgiven 1983 på Amalthea AM 35)
- Gryningsljus, 1981 (EMI 7C 062-35880)
- Reserverat, 1983 (Amalthea, AM 32)
- Nattljus, 1984 (Amalthea, AM 42)
- Kom bara förbi, 1996 (Gazell GAFCD 1012)
- Minnesläckor, 1997 (Gazell GAFCD 1016)
- Det föll ett regn, 2013, (Skåneton/Juell Records Skjr-095)

### Singlar
- Lonely Love/You Said Goodbye, 1983 (med Marike Johnsson) (Erges Records, GS 104)
- Finna Våra Liv/ Dagar Kommer, 1991 (med Ulla Skoog) (RUSC-001)
- Rockamöllan: Tron om varann, 1980 (Marilla, MA-Lp 1054)
  - All together (text & musik: Ronny Carlsson)
  - Where you really come from (text & musik: Ronny Carlsson)

- Dan Tillberg: Mors Och Fars Kärlek, 1981 (Axiom Records AX 1)
  - Arvegods  (text & musik: Ronny Carlsson)
  - Mellan mörker och ljus  (text & musik: Ronny Carlsson)

- Dan Tillberg: Kärlek Minus Noll, 1982 (Axiom Records AXLP 2)
  - Få vara ung  (Bob Dylan: ”Forever Young”, svensk text: Ronny Carlsson)
  - Förlåt mig (Bob Dylan: ”Mama you've been on my mind”, svensk text: Ronny Carlsson)

- Marike Johnsson och Agaton Band (1983, singel, Erge Records)
  - Jag hoppas jag glömde en del (text & musik: Ronny Carlsson)

- Marike Johnsson: Missing you, 1984 (Wasa)
  - Midnight lovin’ (text & musik: Ronny Carlsson)

- Östen Warnerbring: Från himlen till Österlen, 1991 (Amalthea)
  - Visst är det sant (text & musik: Ronny Carlsson)

- Östen Warnerbring (singel) 1991 (Amalthea)
  - Visst är det sant (text & musik: Ronny Carlsson)

- Hasse Andersson & Kvinnaböske Band: Edvard, Östen åsse jag, 2008 (Slowfox grammofon)
  - Visst är det sant (text & musik: Ronny Carlsson)

- Toni Holgersson: Sentimentalsjukhuset, 2012 (Amigo PGM-AMCD946-D)
  - Poste Restante  (text & musik: Ronny Carlsson)

## Radio/tv
- 8 mars 1978, Rockamöllan, Ungdomsredaktionen i Malmö live, radio.
- 25 november 1980, Onna Taas Band, ”Tonkraft”, radio.
- 15 januari 1982, Onna Taas Band, ”I elfte timmen”, tv.
- 10 mars 1982, Onna Taas Band, Ungdomsredaktionen i Malmö live, radio.
- 9 februari 1983, ”Möte med Ronny Carlsson”, radio.
- 7 juni 1983, Ronny Carlsson, ”Tonkraft”, radio.
- ? 1984, okänt program, tv.
- 26 oktober 1984, Ronny Carlsson och Bufo Bufo Band, ”Lunchmusik”, radio.